# Mitsubishi Raider
A Raider é uma picape de porte médio da Mitsubishi Motors.